# Nothopleurus cariosicollis
Nothopleurus cariosicollis là một loài bọ cánh cứng trong họ Cerambycidae.